# Mauritius International 2012
Die Mauritius International 2012 im Badminton fanden als offene internationale Meisterschaften von Mauritius vom 14. bis zum 17. Juni 2012 in Beau Bassin-Rose Hill statt.

## Austragungsort
- Stadium Badminton Rose Hill, National Badminton Centre, Duncan Taylor Street

## Sieger und Platzierte
| Disziplin    | Gold                           | Silber                                | Bronze                                     |
| ------------ | ------------------------------ | ------------------------------------- | ------------------------------------------ |
| Herreneinzel | Kuan Beng Hong                 | Deeneshsing Baboolall                 | Aatish Lubah                               |
| Herreneinzel | Kuan Beng Hong                 | Deeneshsing Baboolall                 | Kervin Ghislain                            |
| Dameneinzel  | Shama Aboobakar                | Cynthia Course                        | Alisen Camille                             |
| Dameneinzel  | Shama Aboobakar                | Cynthia Course                        | Shamim Bangi                               |
| Herrendoppel | Gan Teik Chai Ong Soon Hock    | Deeneshsing Baboolall Yoni Louison    | Stephan Beeharry Vishal Sawaram            |
| Herrendoppel | Gan Teik Chai Ong Soon Hock    | Deeneshsing Baboolall Yoni Louison    | Georgie Cupidon Kervin Ghislain            |
| Damendoppel  | Alisen Camille Cynthia Course  | Shama Aboobakar Shaama Sandooyeea     | Marlyse Marquer Priscilla Pillay Vinayagam |
| Damendoppel  | Alisen Camille Cynthia Course  | Shama Aboobakar Shaama Sandooyeea     | Raeesah Rassoolkhan Sheem Sandooyea        |
| Mixed        | Georgie Cupidon Cynthia Course | Deeneshsing Baboolall Shama Aboobakar | Stephan Beeharry Marlyse Marquer           |
| Mixed        | Georgie Cupidon Cynthia Course | Deeneshsing Baboolall Shama Aboobakar | Neerav Luchmah Raeesah Rassoolkhan         |